# Census Johnston
Census Johnston (ur. 6 maja 1981 w Auckland) – samoański rugbysta występujący na pozycji filara młyna, reprezentant kraju, uczestnik Pucharów Świata w 2007 i 2011.
Jego młodszy brat, James, również był reprezentantem Samoa.

## Kariera klubowa
Jego rodzice wyemigrowali z Samoa w wieku dwudziestu lat. Census Johnston urodził się już w Auckland i do 2004 roku grał w lokalnym klubie Ponsonby Rugby Club, z przerwą na kilkumiesięczne występy we francuskim US Coarraze-Nay Rugby. Przeniósł się następnie do zespołu Taranaki, dla którego w ciągu dwóch sezonów rozegrał dziesięć spotkań, a na poziomie klubowym przydzielony był wówczas do Eltham-Kaponga RFC.
W styczniu 2006 roku dołączył do występującego w Top 14 klubu Biarritz Olympique na drugą część sezonu w zastępstwie za kontuzjowanych Benoît Lecoulsa i Denisa Avrila, a zespół zdobył w nim mistrzostwo Francji i dotarł do finału Pucharu Heinekena. Od nowego sezonu związał się z angielskim Saracens F.C.. Kontrakt miał obowiązywać do 2011 roku, lecz w roku 2009 po zmianach w klubie Johnston wraz z innymi zawodnikami otrzymał wypowiedzenie umowy.
Przeniósł się zatem z powrotem do Francji, gdzie podpisał dwuletni kontrakt ze Stade Toulousain, który był następnie przedłużany z ważnością ostatniego upływającą w roku 2018. Z drużyną triumfował w Pucharze Heinekena w sezonie 2009/2010 oraz dwukrotnie zdobył mistrzostwo Francji w sezonach 2010/11 i 2011/12.

## Kariera reprezentacyjna
W 2005 roku Michael Jones po raz pierwszy powołał Johnstona do reprezentacji Samoa. Zawodnik zadebiutował w czerwcu tego roku meczem z Australią, po którym otrzymał ośmiotygodniowe zawieszenie za niebezpieczną szarżę. W kolejnych latach regularnie uczestniczył w meczach kadry, zarówno w czerwcowym, jak i listopadowym okienku, m.in. wystąpił we wszystkich edycjach Pucharu Narodów Pacyfiku, w których wzięła udział reprezentacja Samoa. W Pucharze Świata 2007 zagrał w czterech spotkaniach, podobnie jak i cztery lata później.
Dwukrotnie, w latach 2006 i 2008, znajdował się w składzie Pacific Islanders. Trzykrotnie zaś został zaproszony do gry w zespole Barbarians.
W listopadzie 2014 roku zaliczył pięćdziesiąty występ w testmeczu, a sześć miesięcy później ogłosił zakończenie reprezentacyjnej kariery. Informacje prasowe sugerowały, iż rezygnacja z gry w kadrze była spowodowana naciskami klubowymi związanymi w wysokością nowego kontraktu.